# Экономика Вануату
Экономика Вануату в основном базируется на сельском хозяйстве; 80 % населения занимается сельскохозяйственной деятельностью, которая варьируется от натурального хозяйства до мелкого земледелия кокосовых орехов и других товарных культур.
Копра — безусловно самая важная культура (составляющая более 35 % экспорта Вануату), за которой по значимости следуют древесина, говядина и какао. Экспорт кавы также является важной частью экономики.

## Экономические сектора
Копра, какао, кава и говядина составляют более 60 % общего объема экспорта Вануату по стоимости и составляют около 20 % ВВП. Туризм является самым быстроразвивающимся сектором Вануату, который в 2000 году составил 40 % ВВП. Доля промышленности в ВВП снизилась с 15 % до 10 % в период между 1990 и 2008 годами.
В Вануату существуют товары, в основном сельскохозяйственные, производимые исключительно для экспорта. В 2000 году импорт превысил экспорт в соотношении почти 4 к 1. Затраты были компенсированы высоким уровнем доходов от туризма, что обеспечило сальдо текущего года. После спада турпотока в 2001 и 2002 годах из-за сокращения финансирования развития туризма, экономика ожидала роста максимально на 3,9 %, но всё же рост превысил прогноз и составил 4,3 % в 2007 году.
Вануату имеет исключительную экономическую зону площадью 680 000 квадратных километров (260 000 кв. Миль) и обладает морскими ресурсами.
Люганвиль, второй по величине город страны, является центром экспорта, объем которого составляет 64,3 %, по сравнению с 35,7 % у столицы Порт-Вила, тогда как импорт показывает противоположную тенденцию: 86,9 % — через столицу и 13,1 % — через Люганвиль.
Кроме того, Правительство Вануату поддержало статус страны в качестве «налогового убежища» и международного финансового центра. Около 2000 зарегистрированных учреждений предлагают широкий спектр оффшорных банковских, инвестиционных, юридических, бухгалтерских, страховых и трестовых услуг компаниям. В Индексе финансовой сети «Налоговая справедливость» в 2011 году Вануату получило «секретный балл» 88 из 100, хотя его предельная рыночная доля помещала страну в нижнюю часть списка. Вануату было одним из трех тихоокеанских островных государств (наряду с Науру и Палау), в отношении которых четыре крупных международных банка в декабре 1999 года ввели запрет на торговлю в долларах США.
В 1997 году правительство при содействии Азиатского банка развития взяло на себя обязательство провести трехлетнюю всеобъемлющую программу реформ. В течение первого года программы правительство приняло налог на добавленную стоимость, консолидированные и реформированные государственные банки начали 10-процентное сокращение сотрудников на государственной службе. Программа была отменена, когда Барак Сопе стал премьер-министром. При премьер-министре Эдварде Натапеи программы реформ были вновь введены.
Правительство объявило 2007 «Годом традиционной экономики», куда входи задачи поощрения торговли морскими раковинами, свиными клыками и увеличение денежных переводов. К концу года оно продлило эксперимент до 2008 года.
Вануату ведет международный регистрационный журнал в Нью-Йорке.
Важным источником пополнения бюджета страны являются также почтовые марки, которые вызывают интерес филателистов со всего мира.
Внутренняя банковая система Вануату представлена двумя зарубежными и двумя местными банками. Эти банки являются объектами надзора со стороны Резервного банка Вануату. Помимо этого на Вануату зарегистрировано ещё 7 зарубежных банков (до 31 декабря 2003 года в стране были зарегистрированы ещё 29 банков). После получения независимости Вануату стала «фискальным оазисом» и международным офшорным центром. Однако в связи с ростом обеспокоенности ряда стран касательно легализации незаконно полученных денег в 2002 году правительство Вануату увеличило контроль над офшорным сектором.

## Рыболовство
Рыболовный промысел, который обеспечивает ежегодный доход прибрежным поселениям в размере 25 млн вату, обеспечивает внутренний рынок 80 тоннами рыбы в год; небольшое количество идёт на экспорт. Также ведётся разведение трохуса (примерно 100 тонн в год), который идёт на экспорт, аквариумных рыбок (преимущественно на острове Эфате).
Пополнение государственного бюджета также осуществляется за счёт выдачи иностранным судам лицензии на право вылова рыбы в исключительной прибрежной экономической зоне. Вылов тунца осуществляется японскими, тайваньскими и корейскими судами ещё с середины 1950-х годов.
В международном судоходном регистре по состоянию на 2001 год под флагом Вануату плавало 524 судна, 99 из которых были рыболовецкими. В целом этими судами ежегодно вылавливается 26 тысяч тонн рыбы, из которых 60 % — в водах Республики Кирибати. В 1990 году на тайваньских и корейских судах работало 400 граждан Вануату, однако к концу 1990-х годов их число упало до 120 человек.

## Туризм
В 2001 году страну посетило 53 300 туристов, что на четыре тысячи меньше, чем в предыдущем году: тогда страну посетило 57 591 человек. Одной из основных причин стала политическая нестабильность в Вануату. Однако в последние годы приток туристов возрос, что явилось результатом политических кризисов на Фиджи и на Соломоновых Островах. Страну в основном посещают туристы из Австралии, Новой Зеландии и Новой Каледонии. Примерно 50 тысяч человек в год посещают Вануату во время круизного плавания.
Граждане ряда стран, в том числе Российской Федерации, не нуждаются в получении визы для посещения Вануату. Стоимость визы для граждан тех стран, с которыми не установлен безвизовый режим, составляет 2500 вату. Сбор оплачивается по прибытии в страну наличными.

## Экономическая статистика
Вануату занимает 32 место в рейтинге странового риска Euromoney по состоянию июня 2013 года.
Все единицы приведены в долларах США.
ВВП: паритет покупательной способности — $ 1237 млрд (оценка 2012 года)
ВВП — реальные темпы роста: 2,6 % (2012 год)
ВВП — на душу населения: паритет покупательной способности — 4900 долл. США (оценка 2012 года)
ВВП — состав по секторам:
- сельское хозяйство: 20,6 %
- промышленность: 11,7 %
- услуги: 67,6 % (оценка 2012 года)

Население за чертой бедности: НС%
Доход или потребление домохозяйств по процентной доле:
самые низкие 10 %: NA%
наибольший 10 %: NA%
Инфляция (потребительские цены): 2,8 % (оценка 2012 г.)
Трудоспособное население: 115 900 человек (2007)
Рабочая сила — по профессии: сельское хозяйство 58 %, промышленность 10 %, услуги 32 % (оценка 2010 г.)
Уровень безработицы: 1,5 % (2010 год)
Простота ведения бизнеса: 60-е место в рейтинге.
Бюджет:
- доходы: 188,2 млн. Долл. США
- расходы: 207,4 млн. Долл. США, включая капитальные расходы в размере 700 000 долл. США (на 2012 год).

Отрасли промышленности: замораживание продуктов питания и рыбы, переработка древесины, консервирование мяса
Темпы роста промышленного производства: 12 % (оценка 2011 года).
Электричество — производство: 52 GWh (2008)
Электроэнергия — производство по источникам:
- ископаемое топливо: 90 %
- гидро: 0 %
- ядерное: 0 %
- прочее: 10 % (2012)

Электричество — потребление: 40,22 ГВтч (2008 год.)
Электричество — экспорт: 220 кВтч (2008 год.)
Электричество — импорт: 0 кВтч (2008 год)
Сельское хозяйство — продукты: копра, кокосы, какао, кофе, кава, таро, ямс, фрукты, овощи, рыба, говядина
Экспорт: 280 миллионов долларов (2012 год).
Экспорт — товары: копра, говядина, какао, древесина, кава, кофе
Экспорт — партнеры: Таиланд 57,3 %, Япония 21,8 % (2011 год)
Импорт: 242 миллиона долларов (2012 год)
Импорт — товары: машины и оборудование, продукты питания, топливо
Импорт — партнеры: Китай — 26,7 %, Сингапур — 21,2 %, Австралия — 13,6 %, Новая Зеландия — 7,2 %, Фиджи — 6,7 %, Япония — 5,4 % (2011 год)
Долг — внешний: 307,7 млн долл. США (2011 год)
Экономическая помощь — получатель: 27,5 млн. Долл. США (2002 год)
Валюта: 1 вату (VT)
Обменные курсы: вату (VT) за 1 — 94,03 (2012), 96,91 (2010), 111,79 (2004), 122,19 (2003), 139,2 (2002), 145,31 (2001), 129,76 (декабрь 1999 года), 129,08 (1999 год)), 127,52 (1998 год), 115,87 (1997 год), 111,72 (1996 год), 112,11 (1995 год)
Финансовый год: календарный год